# Álex Bermejo
Álex Bermejo Escribano (Barcelona, 11 de diciembre de 1998) es un futbolista español que juega en la demarcación de centrocampista para el Burgos CF de la Segunda División de España.

## Biografía
Empezó a formarse como futbolista en las categorías inferiores del RCD Espanyol de Barcelona, con cuyo juvenil compitió desde 2014 a 2016.
En la Segunda División B compitió durante dos campañas (2016-17 y 2018-19), superó los 50 partidos y convirtiendo ocho goles. También tuvo protagonismo en el RCD Espanyol de Barcelona B que en la campaña 2017-18 (siete tantos) ascendió a la categoría de bronce del fútbol español, tras proclamarse brillante campeón del Grupo V y superar el correspondiente play off ante la SD Compostela.
Durante la temporada 2018-19, alternaría los partidos con el filial en el Grupo III de Segunda División B con los entrenamientos del primer equipo.

En junio de 2019, se compromete con el CD Tenerife para disputar la Liga 123, firmando un contrato por 3 temporadas. En total disputó la cifra de 79 partidos en los que anotó 11 goles y disputando como titular los cuatro partidos de play off de ascenso a Primera, participando un total de 4.739 minutos en segunda división. 
El 21 de julio de 2022, firma por el Burgos CF de la Segunda División de España.

## Clubes
| Club           | País   | Año         | Partidos | Goles |
| -------------- | ------ | ----------- | -------- | ----- |
| RCD Espanyol B | España | 2016 - 2019 | 50       | 8     |
| CD Tenerife    | España | 2019 - 2022 | 79       | 11    |
| Burgos CF      | España | 2022 -      |          |       |